# Beipanjiang-Brücke (Shuipan Expressway)
Die Beipanjiang-Brücke (Shuipan Expressway) (chinesisch 水盘高速北盘江大桥) führt den Shuipan Expressway (S 77) zwischen Liupanshui und Panzhou in der Provinz Guizhou, Volksrepublik China, in einer Höhe von 245 m über den tief eingeschnittenen Beipan Jiang. Sie gehört damit zu den höchsten Brücken der Welt.
Sie liegt rund 3 km nördlich der Beipanjiang-Eisenbahnbrücke. 
Die insgesamt 1261 m lange und 21,5 m breite Spannbeton-Hohlkastenbrücke hat in jeder Fahrtrichtung zwei Fahrspuren und einen Pannenstreifen. Sie besteht aus zwei getrennten, dicht nebeneinander stehenden Bauwerken für die beiden Fahrtrichtungen. Ihre Pfeilerachsabstände sind 5×30  + 82,5 + 220 + 290 + 220 + 82,5 + 3×30  + 4×30 m. Die beiden mittleren, 290 m weiten Öffnungen gehören zu den weitesten der Welt. Ihre Pfeiler erreichen Höhen von 176 m. Sie war die erste Brücke der Welt, die anstelle des im Freivorbau erstellten, gevouteten Hohlkastens, der an den Pfeilern eine große Konstruktionshöhe erreicht, ein transparentes Design mit getrennten Hohlkästen für den Ober- und den Untergurt hat. Die Brücke erhält dadurch ein leichteres Aussehen, das an eine Bogenbrücke mit offenen Spandrillen erinnert.
Diese Bauweise der 2013 eröffneten Brücke wird bei der ebenfalls in Guizhou stehenden, noch größeren Ganxi-Brücke wiederholt, die voraussichtlich 2022 eröffnet wird.